# Verbandsgemeinde Sankt Goar-Oberwesel
La comunità amministrativa di Sankt Goar-Oberwesel (Verbandsgemeinde Sankt Goar-Oberwesel) era una comunità amministrativa della Renania-Palatinato, in Germania.
Faceva parte del circondario del Reno-Hunsrück.
A partire dal 1º gennaio 2020 è stata unita alla comunità amministrativa di Emmelshausen per costituire la nuova comunità amministrativa Hunsrück-Mittelrhein.

## Suddivisione
Comprende 8 comuni:
1. Damscheid
2. Laudert
3. Niederburg
4. Oberwesel (città)
5. Perscheid
6. Sankt Goar (città)
7. Urbar
8. Wiebelsheim

Il capoluogo è Oberwesel.